# Catania Picanello
Catania Picanello (wł. Stazione di Catania Picanello) – przystanek kolejowy w Katanii, w prowincji Katania, w regionie Sycylia, we Włoszech. Stacja znajduje się na linii Mesyna – Syrakuzy. Jest to przystanek podziemny, mieszczący się w tunelu na południe od Via Messina, w dzielnicy Porto di San Giovanni li Cuti.

## Historia
Przystanek został zbudowany w latach 2010-2016 w związku z budową drugiego toru kolejowego w Katanii i tworzeniem kolei aglomeracyjnej. Został otwarty 18 lipca 2017 r. 

## Opis
Przystanek znajduje się miej więcej w połowie tunelu Ognina i znajduje się całkowicie w tunelu. Ma dwa perony o długości 157 metrów. Ma dwa wyjścia, na północ od via Timoleone i na południe na parking publiczny.

## Linie kolejowe
- Mesyna – Syrakuzy